# Combates con leones

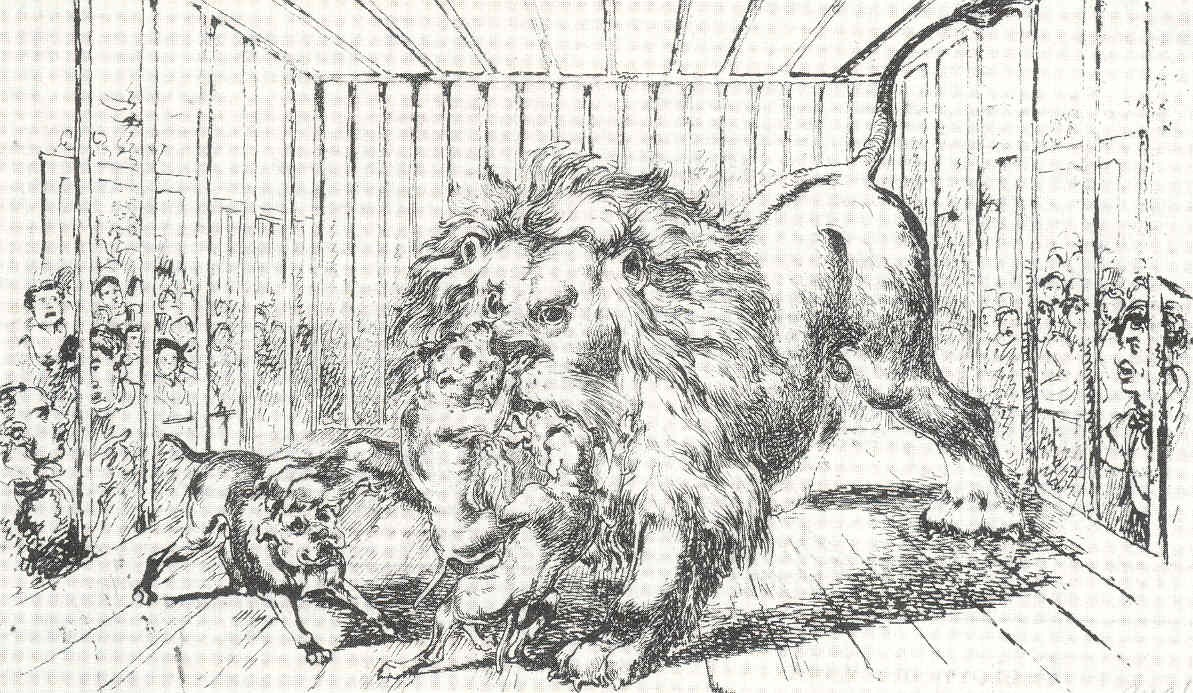
Combate del león Wallace contra unos perros en Warwick, Inglaterra, hacia 1827.

Los combates con leones son una clase de deporte sangriento en los que un león combate contra un animal.

## Antigüedad
Una leyenda griega describe el escudo de Aquiles con una representación de la victoria de su perro sobre dos leones. Otra, esta vez persa, asegura que Cambises II poseía un perro que inició una pelea contra dos leones. Por último, el historiador romano Claudio Eliano afirma que los hindúes enseñaron a Alejandro Magno unos criados estrictamente para los combates contra leones.